# كارلتون بوتنام
كارلتون بوتنام (بالإنجليزية: Carleton Putnam)‏ هو كاتب أمريكي، ولد في 19 ديسمبر 1901 في مانهاتن في الولايات المتحدة، وتوفي في 5 مارس 1998 في شارلوتسفيل في الولايات المتحدة. كان رجل أعمال وكاتبًا أمريكيًا ومناصرًا للفصل العنصري. تخرج من جامعة برينستون عام 1924، وحصل على درجة البكالوريوس في القانون (LL.B.) من كلية الحقوق بجامعة كولومبيا عام 1932. أسس شركة طيران شيكاغو وساوثرن في عام 1933، التي اندمجت في عام 1953 مع شركة دلتا للطيران. شغل بوتنام فيما بعد منصب الرئيس التنفيذي لشركة دلتا للطيران، واحتفظ بمقعد في مجلس إدارتها حتى وفاته.

## حياته
وُلِد بوتنام لعائلة بارزة من نيو إنجلاند. كانت والدته، لويز كارلتون بوتنام، ابنة قطب النشر في نيويورك جورج دبليو كارلتون. من جهة الأب، كان بوتنام سليل مباشر للجنرال إسرائيل بوتنام، الذي شارك في حرب الاستقلال الأمريكية. كان على صداقة بعالم الأنثروبولوجيا الفيزيائية كارلتون كون، وتبادل معه المراسلات بشكل وثيق حول نظريات الفروقات التشريحية والبيولوجية بين الأجناس البشرية. نشأ بوتنام كعضو في الكنيسة الأسقفية الأمريكية، وظل عضوًا فيها طوال حياته.

### العرق والعقل
أشهر أعمال بوتنام هو كتاب العرق والعقل: وجهة نظر يانكي (1961)، وهو كتاب ينتقد مؤلفه إلغاء الفصل العنصري، وقد استند هذا الكتاب إلى رسالة كتبها إلى دوايت أيزنهاور احتجاجًا على إنهاء الفصل العنصري في المدارس العامة الأمريكية. وفقًا لبوتنام، كان الدافع المباشر لرسالته إلى أيزنهاور هو الرأي المتفق عليه للقاضي فرانكفورتر في قضية "كوبر ضد آرون" Cooper v. Aaron, 358 U.S. 1 (1958)، والتي أشار إليها بوتنام باسم "قضية ليتل روك الأخيرة".
في أماكن أخرى من الكتاب، انتقد بوتنام حكم Brown v. Board of Education, 347 U.S. 483 (1954)، ودعا إلى إلغائه. كتب عالم النفس هنري غاريت مقدمة الكتاب. في مراجعته للكتاب لصالح مجلة American Bar Association Journal، كتب ستيوارت ب. كامبل يقول:
الهدف من الكتاب هو لفت انتباه الجمهور إلى الخطر الكامن في قرار الدمج (Brown v. Board of Education, 347 U.S. 483)، وإثبات أسسه الخاطئة، والإشارة إلى الحل المتاح لمنع كارثة وطنية محتملة.
كان بوتنام يأمل أن يُعلِّم الكتاب الشعب الأمريكي "أنَّ المبادئ التي قامت عليها جمهوريتنا والتي من خلالها وصلت إلى عظمتها، لم تكن المساواة، ولا الدمج من بين هذه المبادئ."
بعد أن أصبح كتاب العرق والعقل: وجهة نظر يانكي ضمن القراءة الإلزامية لطلاب المدارس الثانوية في لويزيانا، أصدرت الجمعية الأمريكية لعلماء الأنثروبولوجيا الفيزيائية (AAPA) قرارًا يدينه. استشهد ديفيد ديوك، النازي الجديد المولود في لويزيانا، وزعيم جماعة كو كلوكس كلان والسياسي السابق، بأنه قرأ الكتاب عندما كان مراهقًا في عام 1964، وأن المزاعم التي وردت فيه أدت إلى ما أسماه بـ"الاستنارة". أقنعه الكتاب بأن السود أدنى منزلة من البيض، وأن البيض متفوقون عليهم في كل النواحي، مما أدّى إلى تبنِّيه رُؤية عنصرية للعالم. في نهاية المطاف، كان كتاب بوتنام "العرق والعقل" هو الذي غيّر حياة ديفيد ديوك وقاده إلى حياة من العنصرية، ومع حلول عام 1999، أصبح ديوك أكثر العنصريين شهرة في الولايات المتحدة.
كتب بوتنام أيضًا سيرة غيرية عن شباب ثيودور روزفلت، لاقى استحسان إدموند موريس، مؤلف أشهر سيرة ذاتية لذلك الرئيس. كان بوتنام يُعجب بإيمان روزفلت بأن "الدم التوتوني (والإنجليزي) هو مصدر عظمة أمريكا."
توفي كارلتون بوتنام بسبب الالتهاب الرئوي في 5 مارس 1998. وخلف وراءه زوجته إستر ماكنزي ويلكوكس أوشينكلوس، وابنة، وثلاثة أحفاد، وربيبة، وثلاثة أحفاد من زوجته السابقة. وكان متزوجًا قبل ذلك من لوسي تشابمان بوتنام.